# Saurauia oblanceolata
Saurauia oblanceolata är en tvåhjärtbladig växtart som beskrevs av Ridley. Saurauia oblanceolata ingår i släktet Saurauia och familjen Actinidiaceae. Inga underarter finns listade i Catalogue of Life.